# Xivatxki
Xivatxki (Шивачки, "Costidores") és una pel·lícula búlgara dramàtica del 2007, escrita i dirigida per Liudmil Todorov. L'operador és Emil Hristov. La música de la pel·lícula va ser composta per Antoni Donchev.

## Argument
La Dora, la Katya i l'Elena són tres noies de Popovo que van a Sofia a la recerca d'una vida millor. Esperen començar a treballar com a modistes, però en canvi només reben ofertes d’un cap de restaurant i d’un proxeneta. La Katya comença com a cambrera al restaurant i accepta l'oferta del proxeneta. La Dora i l'Elena treballen en una carnisseria amb l'ajuda de les seves companyes de pis Ina i Valjo. Valjo mostra un marcat interès per Dora. Després de conèixer les mentides de Katya, la Dora es converteix en la seva amant. L'Elena s'enamora del seu altre company de pis, Zarahis, sobrenomenat Sugara, que té problemes amb les drogues i amb la seva parella, una cantant de folk. Després d'un escàndol, Katya marxa. La Dora se sent culpable per haver traït l'Ina amb Valjo, marxa i troba la Katya, i treballa amb ella durant un temps. És colpejada i intenta suïcidar-se. Elena aconsegueix salvar-la i es retroba amb Sugara. Uns mesos més tard, la Dora i l'Elena treballen en una gran botiga de costura i es retroben amb Katya, que resulta ser la dona del propietari.

## Repartiment
- Alexandra Sarchadzhieva – Dora
- Elen Koleva – Elena
- Violeta Markovska – Katya
- Asen Blatechki - Valjo, cap de seguretat del banc, amic de l'Ina
- Filip Avramov – Zahari Shugara
- Gergana Stoyanova – Ina
- Nona Yotova – La cantant
- Yulian Vergov – Mikhail Gyulemezov
- Joana Bukovska – Stella

## Premis
- Premi FIPRESCI del Festival Internacional de Cinema de Sofia per Lyudmil Todorov, 2008,[2]
- Premi especial del jurat al concurs "East from West", Festival Internacional de Cinema de Karlovy Vary, 2008.[3]
- Premi del Públic a la XXIX edició de la Mostra de València.[4]